# 草柳順子
草柳 順子（くさやなぎ じゅんこ、1月11日生）は、日本の女性声優である。神奈川県出身。アダルトゲームに声をあてることが多い。

## 人物
- 常に笑っている。諧謔を解し、ボケもツッコミも両方やる。
- 声優の金田まひると仲がよく『金田まひる・倉田まりやのGalge.comラジオ』の第27回放送分で、二人で入浴したり一晩中ベッドで語り合う仲と発言、その時金田が「ベッドの隣で業界の黒い話をずっと聞かされた」と語ったが後日、同番組にゲスト出演した際に「（業界の黒い話とは）まひる朕（金田まひる）ネタ」であったと発言、「はーいもう草柳黙っとけー」と金田に突っ込まれる場面があった。また、二人で収録スタジオに手を繋いで向かっていたが道に迷った為に滑り込みで遅刻しそうになったこともある。
- 猫好きなことで知られ、ペットに「サスケ」と名付けた猫を飼っている。名前の由来は『金田まひる・倉田まりやのGalge.comラジオ』第95回配信分でゲスト出演した際に「なんとなく顔を見ていたらサスケっぽい顔だった」と発言している。

## エピソード
- ブレイクするきっかけとなった作品は『Pia♥キャロットへようこそ!!3』 の「羽瀬川朱美」役である。この作品は後に『Piaキャロットへようこそ!! -さやかの恋物語-』として劇場版化され、その際の声をあてる声優の大幅変更が行われた。変更後の声優には堀江由衣や水樹奈々といった人気声優が多数起用されたが、草柳の演じる羽瀬川朱美は変更されなかった。ちなみにゲームにも登場する人物14人中、草柳以外で変更が無かったのは、愛沢ともみ役の倖月美和と、ゲストキャラ日野森あずさ役の長崎みなみだけである。
- 『月は東に日は西に 〜Operation Sanctuary〜』では初のメインヒロイン「天ヶ崎美琴」役の声を演じ、以後アダルトゲームに声をあてる声優では人気のある声優の一人となった。
- 『つよきす』では、大人しい優等生でありながら嫉妬深く独占欲の強い二面性をもつヒロイン「佐藤良美」役が好評となり、続編の『つよきす2学期』にも同役で出演、その後、同作のPS2への移植が決まり、その宣伝を兼ねたインターネットラジオ番組『略してっ!つよきすラジオ♪』のパーソナリティーの一人として抜擢された。

## 出演
太字はメインキャラクター。

### テレビアニメ
- 月は東に日は西に 〜Operation Sanctuary〜（2004年、天ヶ崎美琴）

### 劇場版アニメ
- Pia♥キャロットへようこそ!! 劇場版〜さやかの恋物語〜（2002年、羽瀬川朱美）

### 全年齢OVA
- はるのあしおと The Movie 桜鈴奪還（2006年、赤根 和美）

### アダルトアニメ
2003年
- 水夏〜SUIKA〜（若林美絵）

2006年
- 姦獄〜淫辱の実験棟〜（森下加奈）
- ジオグラマトン（海部杖ひかり）[2]

2007年
- おしえて Re:メイド（彩辺朱里）[3]

2008年
- 催眠術2nd（高瀬則子）
- あねいも2 〜Second Stage〜（白川唯）[4][5]

2011年
- りんかん倶楽部（桂木真紀）

### 一般ゲーム
2000年
- パンドラMAXシリーズVOL.4 Catch! 〜気持ちセンセーション〜（瀬戸 えりか）

2001年
- Candy Stripe 〜みならい天使〜（織下郁美）

2002年
- 水夏〜SUIKA〜（若林 美絵、美絵の妹）
- WATER SUMMER（若林 美絵、美絵の妹）

2003年
- 水夏〜おー・157章〜（若林 美絵）
- あいかぎ 〜ひだまりと彼女の部屋着〜（橘 あゆみ、橘 かずな）- DC版
- あいかぎ 〜ぬくもりと日だまりの中で〜（橘 あゆみ、橘 かずな）

2004年
- 水月 〜迷心〜（新城 和泉）
- なついろ〜星屑のメモリー〜（桜庭 李）
- おしえて!ぽぽたん（のの）
- 月は東に日は西に 〜Operation Sanctuary〜（天ヶ崎美琴）

2005年
- 乙女はお姉さまに恋してる（高島 一子）
- Like Life an hour（高坂 姫子）
- Natural2 -DUO- 桜色の季節（安岐山 かのこ）
- ホームメイド〜終の館〜（速水 桜美）

2006年
- つよきす 〜Mighty Heart〜（佐藤 良美、浦賀 真名）
- ホワイトブレス 〜絆〜（春日 美乃）
- はるのあしおと -Step of Spring-（赤根 和美）
- _summer##（海津 沙奈）

2008年
- よつのは〜A Journey Of Sincerity〜（柚姫 衣織）
- 水月〜Portable〜（新城 和泉）

2009年
- この青空に約束を― てのひらのらくえん（六条 宮穂）
- Like Life every hour（高坂 姫子）
- つよきす2学期 -Swift Love-（佐藤 良美、浦賀 真名）

2010年
- つよきす2学期 -Portable-（佐藤 良美、浦賀 真名）
- 乙女はお姉さまに恋してるPortable（高島 一子）

2012年
- つよきす3学期 -Portable-（佐藤 良美、浦賀 真名）

2015年
- MeltyMoment -メルティモーメント-（柏瀬 桜子）※PS Vita版

2016年
- 姫狩りインペリアルマイスター（ネリー）

### アダルトゲーム

#### 2000年
- Aries（鈴 凛々）
- 闇鍋Aries 〜明日への挑戦状〜（鈴 凛々）
- Natural Zero+ -はじまりと終わりの場所で-（柴崎 鞠乃）
- Natural2 -DUO-（安岐山 かのこ）

#### 2001年
- Sacrifice〜制服狩り〜（佐倉 理絵）
- サフィズムの舷窓（ファン・ソヨン）
- 水夏（若林 美絵)
- Snowラディッシュバケーション!!（鷹司 ありす）
- Pia♥キャロットへようこそ!!3（羽瀬川 朱美）
- 雪語り（海老原 睦月）
- univ〜恋・はじまるよっ〜（斉藤 倫子）
- Lagnalock -ラグナロク-（春野 あさがお）
- ラブ・ネゴシエイター（三島 のぞみ、滝 良介）

#### 2002年
- まお〜っ娘クライシス（美羽）
- あいかぎ 〜ひだまりと彼女の部屋着〜（橘 あゆみ、橘 かずな）
- 雨に歌う譚詩曲 -A rainbow after the rain-（倉石 悠）
- 朝の来ない夜に抱かれて -ETERNAL NIGHT-（華蔵 都子）
- すい〜とし〜ずん（浅理 佑奈）
- D.C. 〜ダ・カーポ〜（鷺澤 美咲、鷺澤 頼子）
- だぶるまいんど（南 あき）
- univ〜愛・おまたせっ〜（斉藤 倫子）
- 僕と、僕らの夏（倉林 有夏）
- ぽぽたん（2002年 - 2003年、のの）- 3作品[一覧 1]
- ゆきんこ☆ばぁにんぐ（薩摩 かんな、平家 若菜、まるる）
- Ripple〜ブルーシールへようこそっ〜（穂永 圭衣）
- 行殺♥新選組FRESH（藤堂平、斎藤はじめ）

#### 2003年
- アキバ系彼女（秋吉 珠恵）
- あした出逢った少女（橘高 早苗）
- うさみみデリバリーズ!!（怪盗シスターストロベリー）
- うたう♪タンブリング・ダイス（四深 綺更）
- 落ち葉の舞う頃（草薙 みなと）
- カラフルキッス 〜12コの胸キュン!〜（柄沢 美月）
- たまきゅう（メル）
- 金曜日の仔猫（みいゆ）
- 月は東に日は西に 〜Operation Sanctuary〜（天ヶ崎 美琴）
- ライアー大戦 じゃんまげどん（三島のぞみ、モコ、ファン・ソヨン）
- ドキドキお姉さん（水野 葉月）
- ドキドキしすたぁパラダイス（宮川 郁子）
- なついろ〜星降る湖畔の夏休み〜（桜庭 李）
- 虹の彼方に（瑞原 歌鈴）
- ねがいの魔法。（杉山 立夏）
- Magistr Temple（亜衣）
- 魔女っ娘ア・ラ・モード（リディア・アーセナル）
- RUN（久保 芹乃）
- 凌辱制服女学園〜恥蜜に濡れた制服〜（織倉 優子）
- ONE2 〜永遠の約束〜 with VOICE（香咲 乃逢）

#### 2004年
- Aries PureDream（鈴 凛々）
- ENSEMBLE 〜舞降る羽のアンサンブル〜（海潮 輝）
- ウェイトレスパラダイス〜Stay with me〜（日渡 鈴々乃）
- オーガストファンBOX（天ヶ崎 美琴）
- お願いお星さま（ファム）
- 学園2〜淫虐の図式〜（堤 彩乃）
- こいじばし（藤代 カレン）
- 最終痴漢電車 DVD EDITION（西村 沙奈）
- さっきゅば☆SOON!（相川 佐奈）
- sweet and sweet（若菜）
- 水夏A.S+（若林 美絵）
- D.C. White Season 〜ダ・カーポ ホワイトシーズン〜（鷺澤美咲）
- チェリッシュピザはいかがですか（鈴江 このみ）
- 終の館シリーズ（桜実）
- 鉄腕がっちゅ!（ミコト）
- ナースにおまかせ（水谷 舞）
- はじめてのおてつだい（成瀬 あゆか）
- はるのあしおと（赤根 和美）
- PARADISE LOST（リル）
- 美喰（長瀬 まゆ）
- ひなたぼっこ（九条 水）
- ホームメイド -Homemaid-（速水 桜美）
- ホワイトブレス 〜with faint hope〜（春日 美乃）
- 碧ヶ淵 夜伽の村のお嫁様（御島 せり）
- Like Life（高坂 姫子）
- ろーでび 〜小悪魔的偏愛論〜（クレムシャンティー、御厨 こずえ）
- らくえん〜あいかわらずなぼく。の場合〜（杏）

#### 2005年
- _summer（海津 沙奈）
- 処女はお姉さまに恋してる（高島 一子）
- 家族交感（佳山 ひかり）
- GALZOOアイランド - 担当役非公表
- クライミライ2（建部 稲穂）
- 群青の空を越えて（長田 圭子）
- ジオグラマトン（海部杖 ひかり）
- 思春期（神岐 智恵理）
- スクールフェスタ（小日向 ころな）
- スキスキおねえちゃん（綾瀬 麻衣）
- SWAN SONG（八坂 あろえ）
- 絶対地球防衛機メガラフター（ムラマツパスタ）
- つよきす（佐藤 良美、浦賀 真名）
- 薺ヶ好 なずなと若葉の物語（御島 せり）
- 盗んでMy Heart（江寺 尊）
- FESTA!! -HYPER GIRLS POP-（早坂 恋水）
- ぱんちょDEブラボー!（工藤 アリス）
- ひなたると（九条 水）
- プリンセス小夜曲（ユイシス）
- マジカルウィッチアカデミー（アルシア・エルグラント）
- よつのは（柚姫 衣織）
- らぶデス 〜Realtime Lovers〜（若宮 真帆）

#### 2006年
- 愛姉妹 〜どっちにするの!!〜（白神 香織）
- 不幸な神（及川 梨奈）
- さくらのさくころ（赤根 和美）
- 処女はお姉さまに恋してる DVDフルボイスパッケージ（高島 一子）
- エーテルの砂時計（???）
- おしえて!ブルマ先生（美樹本 結菜）
- おしえて Re:メイド（彩辺 朱里）
- 乙女蹂躙遊戯 Maiden Infringement Play（屋久島 可憐[6]）
- 壊決天使エグゼキュート（リルカ・エグゼキュート）
- がくと!（伊則 千早）
- こいいろChu!Lips（宮塚渚）
- この青空に約束を―（六条 宮穂）
- 妻しぼり（宮前 るみな）
- 姫巫女（小原 幸）
- ふぁみ☆すぴ!! 〜FamiliarSpirits!!〜（いぬーる）
- フォセット - Cafe au Le Ciel Bleu -（六条 宮穂）
- ボーイミーツガール（真行寺 真央[7]）
- みにきす 〜つよきすファンディスク〜（佐藤 良美、浦賀 真名）
- ルナそら（そら）
- PP -ピアニッシモ- 操リ人形ノ輪舞（高梨 千花）

#### 2007年
- 赤いCanvasシリーズ なでしこ 〜朱色のらせん〜（蓮水 伊万里）
- アメサラサ 〜雨と、不思議な君に、恋をする〜（藤森 花香）
- いもうと中毒 〜治す薬はありません〜（宮内 まお）
- 王賊（一葉）
- おにいちゃん だぁいすき!〜LOVE? or LIKE?〜（葉月 まお）
- クライミライ4（建部 稲穂）
- Clover Point（日向 美緒里）
- 車輪の国、悠久の少年少女（雑賀 みぃな）
- 汁だく接待 〜汁だらけの街〜（由愛子）
- 白銀のソレイユ-Successor of Wyrd《運命の継承者》-（村上 珠子）
- Sweet Home 〜Hなお姉さんは好きですか?〜（友里 梨沙）
- すくぅ～るらぶっ!2〜恋するパフェちっく〜（彩吹 美沙緒）
- STEP×STEADY（持田 菜央）
- つくしてあげるのに!（藤見 ゆかり）
- ティルアぱにっく（ティルア）
- 背徳の学園2 -闇を継ぐ者-（相沢 美里）
- ピリオド（鍋島亜理紗）
- 魔将の贄2（ガーネット）
- 遊撃警艦パトベセル 〜こちら首都圏上空青空署〜（端深 空、野々宮 柚子）
- らぶデス2 〜Realtime Lovers〜（木野目 愛美）
- らいでぃんぐいんきゅばす（有馬 奈津子）
- るるるとささらの先生☆教えて 〜ボクは女のお坊っちゃま〜（醍琴山 るるる）
- 霞外籠逗留記 （お手伝いさん）
- 淫シリーズ（室岡 沙耶）
  - 淫触痴漢電車
  - 淫縛監禁調教
  - 淫辱淫肛開発
  - 淫乱露出調教
  - 淫獄公衆輪姦
  - 特濃生中出し
- おまかせ!とらぶる天使 体験版（嬉野 春菜）
- 催眠術2（高瀬則子[8]）
  - 裏・催眠術2（2008年、高瀬則子[9]）
- 桃華月憚（白川 明日菜）

#### 2008年
- アイドルハーレム（矢吹由良）
- 学園☆新選組! 〜乙女ゴコロと局中法度〜（沖田 総詩）
- カラフル!! 〜colorfull!!〜（月原 希乃香）
- キスよりさきに恋よりはやく（朝霧 乙姫）
- 鋼炎のソレイユ CHAOS REGION（犬羽 瑠琉）
- 極嬢痴漢電車〜快楽絶頂ラッシュアワー（一条 美由紀）
- 戦極姫〜戦乱の世に焔立つ〜（宇佐美 定満、虎綱 春日、毛利 元就）
- ちゅうちゅうナース（八神・C・愛紗）
- 超昂閃忍ハルカ（おゆい）
- つよきす2学期（佐藤 良美、浦賀 真名）
- ××な彼女のつくりかた ハプニング（藤原 ヒカリ）
- 姫巫女・繊月（小原 幸、綾文 沫莉）
- ピリオド -SWEET DROPS-（鍋島 亜理紗）
- FairlyLife（高岡 ちり）
- プリマ☆ステラ（苧島 久住）
- Maple Colors 2（藤宮 遥）
- らぶデス3 〜Realtime Lovers〜（木野目 愛美）
- LILITH-IZM03 〜IFストーリー編〜（桂木 真紀）[10]
- 輪罠II 〜Gang-Rape〜（守谷 瑠璃）
- 隷嬢学園2 〜嗜虐の花園〜（姫宮 結依）
- 凛辱の城 傀儡の王（ティンクル・マイヤー）
- 彷徨う魂に安らぎの刻を（アリス＝クロフォード）
- クラス全員オレの嫁（加嶋 優衣、葉月 寧々、めーるでーもん）
- 格闘姫レイア 〜恥辱のアリーナ〜（シィ）
- 飼育白書 〜鎖に繋がれた同級生〜（篠原 藍香）[11]
- 学園催眠隷奴[12]
- Coming×Humming!!（思川 優月）[13]
- 輪姦倶楽部（桂木 真紀）[14]

#### 2009年
- かぎろひ〜勺景〜（白屈菜）
- 姫狩りダンジョンマイスター（ネリー）
- すくぅ〜る・らぶっ!3〜未来へのアレグレット〜（天宮 悠里）
- アンバークォーツ（天龍寺 珠乃、玉藻）
- @ふぉーむメイト（夕凪 那ノ羽）
- アトリの空と真鍮の月（此花 砌）
- エルフの双子姫 ウィランとアルスラ（リンナリンナ）
- おつむてんてん 〜お兄ちゃんと3人娘のまったりエッチな日常〜（森野 ひな）
- Tentacle and Witches（森乃 由子）[15]
- らぶデス4 〜ν-Realtime Lovers〜（進藤 奈々美）
- 姉ったい注意報!?（卯月 兎子）
- 炎の孕ませおっぱい身体測定〜幼なじみ女子校生身体測定で全員中出しパラダイス!〜（真下 麗）
- いたずら極悪（天月 楓）
- if…それは舞い散る桜のように（雪村 小町）
- NACHTMUSIK 〜穢れし姫に淫獄の旋律を捧ぐ〜（フィリシア・オウルマン）
- らくがきオーバーハート（桜庭 亜依）[16]
- MONSTER PARK（アイリス姫）[17]
- クレナイノツキ（御堂 帆鳥）

#### 2010年
- 神楽道中記 追加シナリオ vol.2（万蟲姫）
- LILITH-IZM04 〜褐色編〜（森乃 由子）[要出典]
- はるかぜどりに、とまりぎを。 2nd Story 〜月の扉と海の欠片〜（八香月 千早）
- 置き場がない!（栗林 鳩子）
- 乙女恋心プリスター（ランカ・シロガネ）
- 乙女恋心プリスターFANDISC〜もっとHに恋せよ乙女!〜（ランカ・シロガネ）
- JINKI EXTEND Re:VISION（柊 五郎）[18]
- 月染の枷鎖 -the end of scarlet luna-（笹百合 小夏）
- 三極姫〜乱世、天下三分の計〜（賈詡文和、阿斗）
- らぶデス555!（日向 つばめ）
- イチャずら（国枝 智）
- Let's 快盗! ヌすみ系!? 〜あの子のハートの盗み方、教えます♪〜（猫倉 菫[19]、棚葉 八重[20]）
- どすこい!女雪相撲 胸がドキドキ初場所体験（川端つくし/豆斯波）[21]
- 揉乳学園・発情中（祐天寺 未来）[22]
- Junk Seeker（壬生菜 千歳）[23]
- 炎の孕ませおっぱい身体測定（真下麗）
- ぜったい遵守☆強制子作り許可証!!（桐島凛）
- 信天翁航海録 （下級水夫達、酒場のお姉さん達）

#### 2011年
- 懲罰指導〜学園令嬢更性計画〜（久慈 ひなこ）
- 母娘催眠〜オヤコサイミン〜（石川 奈々）[24]
- さくら色カルテット（桃花）[25]
- 雀極姫（毛利元就）
- 触祭の都（工藤 夕実）
- 戦極姫3〜天下を切り裂く光と影〜（羽柴秀吉、宇佐美定満、虎綱春日）
- 大帝国（ドロシー・ノイマン）
- つよきす3学期（佐藤 良美、浦賀 真名）
- PARADISE LOST 新装版（リル）
- フローライトメモリーズ〜いつかきっと、約束の場所で〜（片瀬 観琴）[26]
- White 〜blanche comme la lune〜（クレア）[27]
- やや置き場がない!（栗林 鳩子）[28]
- 恋祭☆綺想カメリアノート（風間 ことり）
- 花散峪山人考（山人）[29]
- らぶギア 〜Kinematic Lovers〜（まきな）[30]
- 魔法の守護姫アルテミナ（ユーリ[31]、サマナーナイト アポローグ[32]）
- LILITH-IZM06 〜デジアニメwithリリー&リリア外伝〜（森乃 由子）[33]

#### 2012年
- 末期、少女病 -Lyrical pop World’s end-（夕凪 理有）[34]
- 屋上の百合霊さん（永谷 恵[35]、園生 月代[36]）
- プリズマティックプリンセス☆ユニゾンスターズ（綾辺 朱里）[37]
- HOTOTOGISU -滅せぬもののあるべきか-（荒本 睦美）[38]
- Strawberry Feels 〜ストロベリー・フィールズ〜（観空 神那）[39]
- 出撃!乙女たちの戦場3〜電撃作戦!戦果はエースの名のもとに〜（白木 桃[40]、早乙女 莉緒[41]）
- ベロちゅー!〜コスプレメイドをエロメロしちゃう魔法の舌戯〜（蒼嶋 ルイ）[42]
- 三極姫2〜天地大乱・乱世に煌く新たな覇龍〜（賈駆文和[43]、阿斗[44]、田豊元皓[45]）
- すぽコン!〜SPORTS WEAR-COMPLEX〜（アンナ・ベルモント）[46]
- 聖もんむす学園（ファム）[47]
- 縄 -紅い傷痕-（高藤 椿）[48]
- もののけ淫妖譚 こんなに可愛い娘が人間のはずがない!（弓月 鳴瓜）[49]
- 炎の孕ませおっぱい乳同級生（小町 美冬）[50]
- 戦極姫4〜争覇百計、花守る誓い〜（虎綱春日[51]、吉川元春[52]）
- 星継駅擾乱譚 （平駅員）

#### 2013年
- 三極姫3 〜天下新生〜（諸葛亮[53]、田豊[54]、賈駆[55]）

#### 2014年
- MeltyMoment -メルティモーメント-（柏瀬 桜子）

### ドラマCD
2002年
- ○学○年生 G-typeドラマCD（純呼 潤子）

2003年
- とらぶる★ティーチャー'S G-typeドラマCD（安田 いずみ）

2004年
- カルマ13 ドラマCD〜カルマがいっぱい!?〜
- 『月は東に日は西に 〜Operation Sanctuary〜』ドラマCDシリーズ（天ヶ崎 美琴）
  - ドラマCD『月は東に日は西に〜groovin' white vacation〜』全2巻
  - TVアニメーション「月は東に日は西に〜Operation Sanctuary〜」サウンドトラック&ミニドラマ
  - ドラマCD『TVアニメーション版 月は東に日は西に』全3巻
- ドラマCD「ホワイトブレス with faint hope」（春日 美乃）
- ○学○年生起立！ G-typeドラマCD（純呼 潤子）

2005年
- Like Life an hour〜冬と祭と解けたリボン〜（高坂 姫子）
- ドラマCD 水月—夢雫—（新城 和泉）
- 萌え総研 THE CD（所長）
- ○学○年生ナイン！ G-typeドラマCD（巡 純子）

2006年
- つよきす ドラマCD Vol.1 - 4（2006年 - 2007年、佐藤 良美）

2007年
- この青空に約束を― メモリアルストーリーズ（六条 宮穂）
- ○学○年生キャッスル！  G-typeドラマCD（アリス アリサ）

2008年
- それは舞い散る桜のように 完全版 ソフマップ予約特典ドラマCD（雪村 小町）
- つよきす2学期 ドラマCD 竜鳴館のスポーツテスト（佐藤 良美、浦賀 真名）[56]

2009年
- つよきす2学期 ドラマCD Vol.1 - 3（佐藤 良美、浦賀 真名）
- ○学○年生ナイショ！ G-typeドラマCD（有栖 亜里沙）

2010年
- 世界はわたしにひざまずく!（安田 いずみ）
- めりけんじゃっぷ G-typeドラマCD（安田 いずみ）

2011年
- フランチェスカ Francesca G-typeドラマCD（小フランチェスカ）

### ラジオ
※はインターネット配信。
- 草柳順子のわくわくゲームライフ
- 南風通信 （LOVERSOUL：2008年2月14日 - 5月8日）
- 恋魂詰前夜祭! （LOVERSOUL：2008年5月22日）
- 略してっ!つよきすラジオ♪ （音泉：2009年5月19日 - 2012年6月26日）

ラジオCD
- はにはにラジオ Vol.1 - 6（ゲスト出演、2005年 - 2006年）
- アキハバラ発!ぷらてぃあ放送局 vol.1-6（2007年 - 2008年）
- 草柳順子のわくわくゲームライフCD
- 略してっ!つよきすラジオ♪ Vol.1 - 5（2009年 - 2010年）
- 略してっ!つよきすラジオ♪ポータブルVol.1、2（2010年11月24日、2011年5月27日）
- 略してっ!つよきすラジオ♪3学期Vol.1（2011年10月28日）

### DVD
- 草柳順子のわくわくゲームライフDVD（2005年1月28日）
- 草柳順子のわくわくゲームライフDVD2（2006年1月27日）

## ディスコグラフィ

### ミニアルバム
| 枚  | 発売日        | タイトル          | 規格品番  | 備考        |
| --- | ------------- | ----------------- | --------- | ----------- |
| 1st | 2006年1月27日 | ネコミミ☆ソラミミ | DLRD-2006 | 3曲作詞担当 |

### キャラクターソング
| 発売日   | 商品名                                                               | 歌 | 楽曲                            | 備考                                                                      |
| 2003年   | 2003年                                                               | 2003年 | 2003年                          | 2003年                                                                    |
| -------- | -------------------------------------------------------------------- | --- | ------------------------------- | ------------------------------------------------------------------------- |
| 5月21日  | Pia♥キャロットへようこそ!! 劇場版〜さやかの恋物語〜 サウンドトラック | 高井さやか（かかずゆみ）、愛沢ともみ（倖月美和）、羽瀬川朱美（草柳順子）、岩倉夏姫（根谷美智子）、君島ナナ（望月久代）、冬木美春（今井由香） | 「渚のウェイトレス」            | 劇場版アニメ『Pia♥キャロットへようこそ!! 劇場版〜さやかの恋物語〜』挿入歌 |
| 2005年   |                                                                      | |                                 |                                                                           |
| 1月27日  | 萌え総研 THE CD                                                      | 所長（草柳順子） | 「萌え総合研究所所歌」          |                                                                           |
| 1月28日  | doll〜歌姫 vol.6 舞                                                  | 草柳順子 | 「おさなともだち」 「アイタイ」 |                                                                           |
| 4月28日  | 萌演歌                                                               | 草柳順子 | 「春夏秋冬〜あなたのそばで〜」  |                                                                           |
| 2006年   |                                                                      | |                                 |                                                                           |
| 3月31日  | この青空に約束を― オリジナルサウンドトラック                         | つぐみ寮寮生会合唱団（石川乃奈、河合春華、草柳順子、北都南、篠崎双葉、紫苑みやび）                                                           | 「さよならのかわりに」          | PCゲーム『この青空に約束を―』エンディングテーマ                           |
| 11月10日 | つよきす〜Mighty Heart〜 キャラクターソング05 佐藤良美               | 佐藤良美（草柳順子） | 「なないろ」                    | ゲーム『つよきす〜Mighty Heart〜』関連曲                                  |

### 未音源化楽曲
| 発表時期 | 楽曲           | 歌               | 備考                                               |
| -------- | -------------- | ---------------- | -------------------------------------------------- |
| 2002年   | 「お散歩日和」 | 美羽（草柳順子） | PCゲーム『まお〜っ娘クライシス』オープニングテーマ |

### シリーズ一覧
1. ↑  「無印」（2002年）、『ぽぽたんファンディスク いっしょにA・SO・BO』『ぽぽたん Po!』（2003年）